# Eric Thompson (ciclista)
Eric Gordon Thompson (9 de julho de 1927 — 15 de maio de 1996) foi um ciclista olímpico britânico. Conquistou a medalha de ouro na prova de estrada nos Jogos do Império Britânico e da Commonwealth de 1954, em Vancouver.

## Conquistas
| Data | Local     | Prova   |
| ---- | --------- | ------- |
| 1954 | Vancouver | Estrada |
| 1956 | Melbourne | Tandem  |
| 1960 | Roma      | Tandem  |